# Краљевске галерије Сен Ибер
Краљевске галерије Сен Ибер (француски: Galeries Royales Saint-Hubert; холандски: Koninklijke Sint-Hubertusgalerijen) је ансамбл од три застакљене тржне аркаде у центру Брисела, Белгија. Састоји се од Краљеве галерије (француски: Galerie du Roi; холандски: Koningsgalerij), Краљичина галерија (француски: Galerie de la Reine; холандски: Koninginnegalerij) и Принчева галерија (француски: Galerie des Princes; холандски: Prinsengalerij).
Галерије је пројектовао и изградио архитекта Жан-Пјер Клујзенар између 1846. и 1847. године, и претходе другим познатим европским трговачким аркадама из 19. века, као што су Галерија Виторија Емануела II у Милану и Пасаж у Санкт Петербургу. Као и оне, имају две правилне фасаде са далеким пореклом из Васаријевог дугог, уског дворишта налик улици галерије Уфици у Фиренци, са застакљеним лучним излозима одвојеним пиластерима и два горња спрата, све у италијанском стилу Чинквеченто, под лучним кровом са стакленим окнима и деликатним оквиром од ливеног гвожђа. Комплекс је проглашен историјским спомеником 1986. године.
Галерије се налазе у блоку између Rue du Marché aux Herbes / Grasmarkt и Rue de la Montagne / Bergstraat на југу и истоку, Rue d'Arenberg / Arenbergstraat и Rue de l'Ecuyer / Schildknaapsstraat на северу и Rue des Dominicains / Predikherenstraat и Rue des Bouchers / Beenhouwersstraat на западу. Ово место опслужује железничка станица Брисел-Централ.

## Историја
Краљевске галерије Сен Ибер пројектовао је архитекта Жан-Пјер Клујзенар, који је одлучио да уклони лавиринт лоше осветљених уличица између Rue du Marché aux Herbes / Grasmarkt и Rue Montagne aux Herbes Potagères / Warmoesberg и заменити прљави простор у који се буржоазија једва усуђивала да залази, наткривеном тржном аркадом већом од 200 метара у дужини. Његова идеја, зачета 1836. године, коначно је одобрена у фебруару 1845. године. Партнерство Société des Galeries Saint-Hubert, у којој је банкар Жан-Андре Демо имао интерес, основана је до лета те године, али је било потребно девет година да се распетљају сва имовинска права, састављена од права еминентног домена, током процеса који је проузроковао да један власник имовине умре од можданог удара, а берберин, како се говорило, пререзао му је грло док се суседна кућа рушила.
Изградња је почела 6. маја 1846. године, трајала је тринаест месеци, а 213 метара дуг пролаз је свечано отворен 20. јуна 1847. године од стране краља Леополда I и његова два сина. Године 1845, Друштво је назвало три дела новог пролаза Galerie du Roi / Koningsgalerij („Краљева галерија“), Galerie de la Reine / Koninginnegalerij („Краљичина галерија“) и Galerie des Princes / Prinsengalerij („Принчева галерија“). Ансамбл, назван Passage Saint-Hubert („Пролаз Светог Иберта“) носи садашње име од 1965. године.
Под својим мотом Omnibus omnia („Све за свакога“), изложене на фронтону његове фасаде налик палати, галерије Сен Ибер су одмах постигле успех и постале омиљено место за састанке и шетњу становника Брисела и туриста. Бриљантно осветљени, нудили су луксуз кафића на отвореном у суровим климатским условима Брисела, у амбијенту луксузних продавница које су граду доносиле прави осећај европске престонице. У просторијама дневних новина „La Chronique“, 1. марта 1896. године, одржана је прва јавна пројекција покретних филмова кинематографа Лимијера, одмах након њиховог почетног тријумфа у Паризу.
Позориште унутар Краљевске галерије, Краљевско позориште галерија, пројектовао је Клујзенар и отворено је 7. јуна 1847. године. Постало је једно од три краљевска позоришта у Бриселу, поред Краљевског позоришта Ла Моне и Краљевског позоришта Парк, играјући оперете и ревије. Његова унутрашњост је обновљена 1950–51. године од стране архитекте Пола Бондвела. Још једно позориште, Théâtre du Vodeville, смештено у бившим просторијама казина унутар Краљичине галерије, отворено је 1884. године. Бондвел је 1939. године изградио биоскоп који се још увек налази унутар Краљичине галерије.

Краљевске галерије су проглашене историјским спомеником 19. новембра 1986. године. Године 2008, поднет је захтев за упис на листу светске баштине и налазе се на Унесковој „Прелиминарној листи“ у категорији културне баштине. Данас се у Краљевској галерији налази Музеј писама и рукописа, који одаје почаст највећим људима из уметности, историје, музике, хуманистичких наука и науке.
- Краљевске галерије Сен Ибер (на слици је Краљевска галерија) крајем 19. века
- Поглед на јужни улаз у галерије 1884, илустрација из  Bruxelles à travers les âges
- Унутрашњи изглед галерија 1884. године

## Опис
Краљевске галерије се састоје од два главна дела, сваки дужи од 100 метара. Главни делови (Краљева и Краљичина галерија) су одвојени перистилом на месту где се налази Rue des Bouchers / Beenhouwersstraat прелази преко галеријског комплекса. У овом тренутку постоји дисконтинуитет у правој перспективи галерија. Овај „завој“ је намерно уведен како би дуга перспектива галерија, са понављањем лукова, пиластара и прозора, била мање заморна.
- Краљева галерија протеже се од улице Буше до Rue d'Arenberg / Arenbergstraat и Rue de l'Ecuyer / Schildknaapsstraat. Познато је да се у њему налази Краљевско позориште галерија.[3]
- Краљичина галерија, на југу, води до улице Rue du Marché aux Herbes / Grasmarkt, близу Великог трга, а на другој страни ове улице почиње Галерија Хорта. Њене најпознатије продавнице су кожна галантерија Делво и чоколадер Нојхаус. У њој се налази и ресторан Таверн ду Пасаж.[3]
- Принчева галерија налази се између Краљеве галерије и Rue des Dominicains / Predikherenstraat. Овде се налази књижара Трописмес.[3]

- Јужни улаз у Rue du Marché aux Herbes / Grasmarkt
- Преглед Краљеве галерије
- Мали део Принчеве галерије
- Светлосна представа организована поводом 170. годишњице галерија 2017. године